# أنور مصباح
أنور مصباح هو من مواليد 8 أبريل 1913م في محرم بك بالإسكندرية، وبطل مصري قديم في رفع الأثقال.

## إنجازاته
فاز عام 1936م بالميدالية الذهبية في دورة الألعاب الأوليمبية في برلين في الوزن الخفيف بمجموع 342.5 كجم، عمل مدرسا للتربية الرياضية ثم خبير بالتربية والتعليم واعتزل رفع الأثقال عام 1945م واتجه إلى التدريب.

## وفاته
توفى في 25 نوفمبر 1998م.

## وصلات خارجية
- أنور مصباح على موقع أوليمبيديا (الإنجليزية)